# Moral Orel

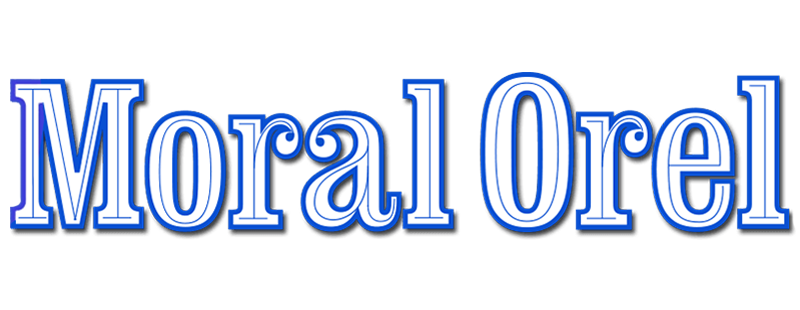
O logotipo da série de televisão em stop-motion Adult Swim Moral Orel.

Moral Orel é uma série animada em stop motion, de drama e humor negro, criada por Dino Stamatopoulos, exibida pelo canal de televisão americano Adult Swim. Teve 3 temporadas produzidas entre 2005-2008 e foi cancelada pois, segundo o Adult Swim, sua 3ª temporada teve pouco sucesso.

## Visão Geral
O seriado é situado na cidade fictícia de Moralton, localizada no também fictício estado norte-americano de "Statesota", que ocupa parte do Kansas, do Missouri ocidental, do norte de Oklahoma e uma porção de Arkansas. De acordo com o globo mostrado na abertura, Moralton está exatamente no centro dos Estados Unidos, com uma igreja no centro exato da cidade (e, portanto, do país).
O personagem principal é Orel Puppington, um estudante de Alfred G. Diorama Elementary School, que tenta viver de acordo com o  código moral cristão protestante, conforme articulado pela igreja ou por seu pai, Clay.  Orel ingenuamente segue tal código de forma literal, obtendo resultados desastrosos. Em geral, o show é uma crítica do arquétipo WASP.
O episódio chamado "The Best Christmas Ever" foi o primeiro a ser exibido, embora tenha sido produzido para ser o final da primeira temporada. Foi exibido fora de ordem para coincidir com as férias de Natal.
A maioria dos dez episódios da primeira temporada teve uma fórmula padrão: Orel iria ouvir um sermão na igreja no domingo e, em seguida, passaria a ter algum tipo de infortúnio com base em suas tentativas de viver de acordo com sua interpretação (geralmente deformada) da lição. No final de cada episódio, o pai daria fim ao processo e corrigiria Orel com uma interpretação ainda mais distorcida. Contudo, episódios posteriores abandonaram essa fórmula, e o show apresentou um grande crescimento das personagens e dos arcos de histórias em seu progresso. Na primeira temporada, a crença cega Orel e incapacidade de ver a hipocrisia dos adultos em Moralton está estabelecida.  Na segunda temporada, Orel é muitas vezes deixado no final de um episódio confuso e incapaz de conciliar a sua boa índole com vistas a práticas de seu pai e os adultos de Moralton em geral. A terceira temporada está estruturada como uma história dividida em 13 partes, concentrando-se sobre as consequências da desastrosa viagem de caça do episódio final da segunda temporada (dividido em duas partes), depois do qual Orel perde completamente a fé em seu pai.
Três episódios da primeira temporada foram inicialmente retidos porque o departamento Standards & Practices da Cartoon Network o considerou ser muito sombrio e sexualmente explícito, mesmo para o Adult Swim. Todos eles acabaram aprovados, dois foram ao ar em maio de 2006, e o terceiro foi ao ar em 31 de julho de 2006.
Os vinte episódios da segunda temporada exploraram as origens de vários personagens em Moralton e incorporaram os temas mais pesados (como a segregação, infidelidade, etc.). "Nature", o final da segunda temporada em duas partes, marcou por sua vez a virada do show para os temas mais sombrios e perturbadores: o pai de Orel, Clay, leva seu filho em sua primeira excursão de caça, que se torna desastrosa e, finalmente, violenta, quando Clay embriagado atira na perna de Orel e não sente remorso ou responsabilidade.
A terceira e última temporada foca nos acontecimentos posteriores à "Nature" e suas consequências. O criador Dino Stamatopoulos inicialmente previu também vinte episódios para esta temporada, no entanto, o Adult Swim cancelou a série e optou por não produzir sete dos scripts preparados para os episódios da terceira temporada.

## Personagens Principais
- Orel Puppington: é um garoto de 12 anos de idade, é o personagem principal do show. Orel é devoto cristão e é um garoto alegre e um tanto ingênuo. Seu pai é alcoólatra e sua mãe é maníaca por limpeza.

- Clay Puppington: é o pai de Orel, ele é um alcoólatra cínico que odeia seu trabalho como prefeito de Moralton, e sua esposa.

- Bloberta Puppington: é mãe de Orel. Embora aparentemente alegre, ela tende a ignorar todos os conflitos ou problemas.

- Shapey Puppington: é o meio-irmão de Orel, tem 7 anos de idade e um comportamento inadequado.